# Cipérez (kommunhuvudort)
Cipérez är en kommunhuvudort i Spanien.   Den ligger i provinsen Provincia de Salamanca och regionen Kastilien och Leon, i den centrala delen av landet, 220 km väster om huvudstaden Madrid. Cipérez ligger 767 meter över havet och antalet invånare är 376.
Terrängen runt Cipérez är platt. Runt Cipérez är det mycket glesbefolkat, med 3 invånare per kvadratkilometer. Närmaste större samhälle är Vitigudino, 15,1 km väster om Cipérez. Trakten runt Cipérez består i huvudsak av gräsmarker.